# Камполо, Антонио
Анто́нио Ка́мполо (исп. Antonio Cámpolo; 7 февраля 1897, Монтевидео — 22 мая 1959, Монтевидео) — уругвайский футболист, крайний левый нападающий, чемпион Южной Америки 1920 года, Олимпийский чемпион 1928 года.

## Биография
Камполо начинал карьеру в любительской команде родного района, возглавляемой одним из первых бомбардиров «Пеньяроля» Антонио Камачо. На взрослом уровне дебютировал в «Пеньяроле», где играл со звёздами команды — Хосе Пьендибене, Исабелино Градином, Джоном Харлеем и другими. Будучи крайним нападающим, Камполо отличался высокой скоростью и выносливостью на поле.
В 1920 году принял участие в чемпионате Южной Америки, где сыграл во всех трёх матчах — против Аргентины, Бразилии (забил гол) и Чили. Вместе с партнёром по «Пеньяролю» Хосе Пересом составил сильную связку в нападении «Селесте». Уругвай выиграл турнир и Камполо завоевал свой единственный титул чемпиона континента. В следующем году занял третье место со сборной на турнире в Аргентине. Камполо также сыграл во всех матчах — с Парагваем, Бразилией и Аргентиной.
В 1923 году в футболе Уругвая произошёл раскол. Была создана Федерация футбола Уругвая, под эгидой которой выступал «Пеньяроль». Камполо входил также в сборную ФУФ. По этой причине он (как и другие игроки «Пеньяроля») не поехал на ставший в итоге победным Олимпийский футбольный турнир в Париже, где основу сборной составили игроки «Насьоналя». В том же 1924 году вместе с Пеньяролем стал чемпионом Уругвая под эгидой ФУФ.
После 1925 года раскол в уругвайском футболе был преодолён и Камполо вернулся в сборную под эгидой АУФ.
Камполо принял участие в Олимпиаде в 1928 году, где всё же выиграл свою золотую медаль. Он сыграл в трёх играх турнира — с Германией, Италией (забил гол) и в первом финальном матче с Аргентиной.
В последний раз Камполо принял участие в крупном турнире в рамках чемпионата Южной Америки 1929 года, где уругвайцы заняли третье место. Камполо вновь сыграл во всех трёх матчах — против сборных Парагвая, Перу и Аргентины.
Завершил карьеру футболиста в 1930 году. Всего за клубную карьеру выиграл 6 титулов чемпиона Уругвая, включая 1 — под эгидой ФУФ. Камполо умер 22 мая 1959 года в родном городе Монтевидео.

## Титулы и достижения
- Чемпион Уругвая (6): 1918, 1921, 1923 (ФУФ), 1926, 1928, 1929
- Олимпийский чемпион: 1928
- Чемпион Южной Америки: 1920